# Fontanabran
Der Fontanabran ist ein Berg in den Chablais-Alpen im schweizerischen Kanton Wallis.
Er liegt in der Gemeinde Salvan auf der linken Seite des Trienttales und nordwestlich der Ortschaft Finhaut.
400 Meter südöstlich des Hauptgipfels mit 2702 m ü. M. befindet sich ein Vorgipfel (2679 m ü. M.), der die Gebirgskette vom Tal aus gesehen dominiert. Im Westen liegt der Stausee Lac d’Emosson. Über die Flanke des Fontanabran fliesst durch den Bergsee Lac de Fontanabran der Bergbach Ruisseau de Fontanabran zum Emossonsee hinunter. Im Westen führt der Fussweg über den Col de Barberine (2482 m ü. M.) in das nördlich gelegene Hochtal von Emaney. Durch dieses Tal fliesst der Wildbach Triège, der an der Nordflanke des Fontanabran an kleinen Gletscherfeldern entspringt und den Lac de Blantsin durchquert, nach Trétien und Les Marécottes hinunter, wo er in den Fluss Trient mündet.
Der Berg ist ein beliebtes Ziel für Wanderungen und Skitouren von Finhaut oder vom Lac d’Emosson aus.